# Altersbach
Altersbach est une ancienne commune allemande du land de Thuringe, dans l'arrondissement de Schmalkalden-Meiningen, au centre de l'Allemagne.
En 2017 sa population était de 446 habitants.